# Venice (Los Angeles)

Einer der Kanäle in Venice (2006)

Koordinaten: 33° 59′ 27″ N, 118° 27′ 33″ W

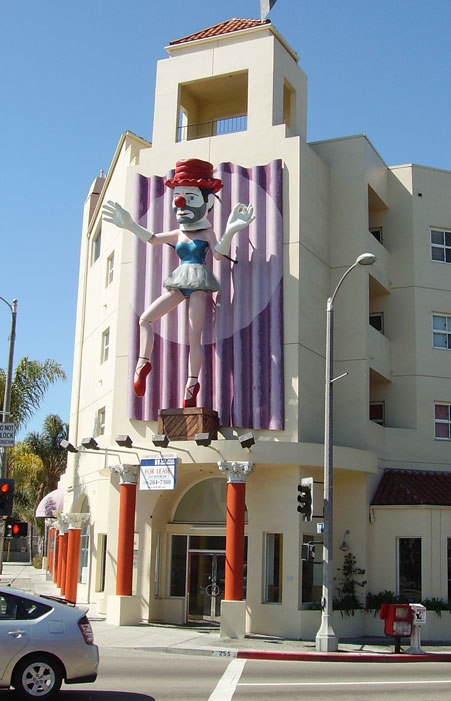
Kunstwerk von Jonathan Borofsky: Ballerina Clown

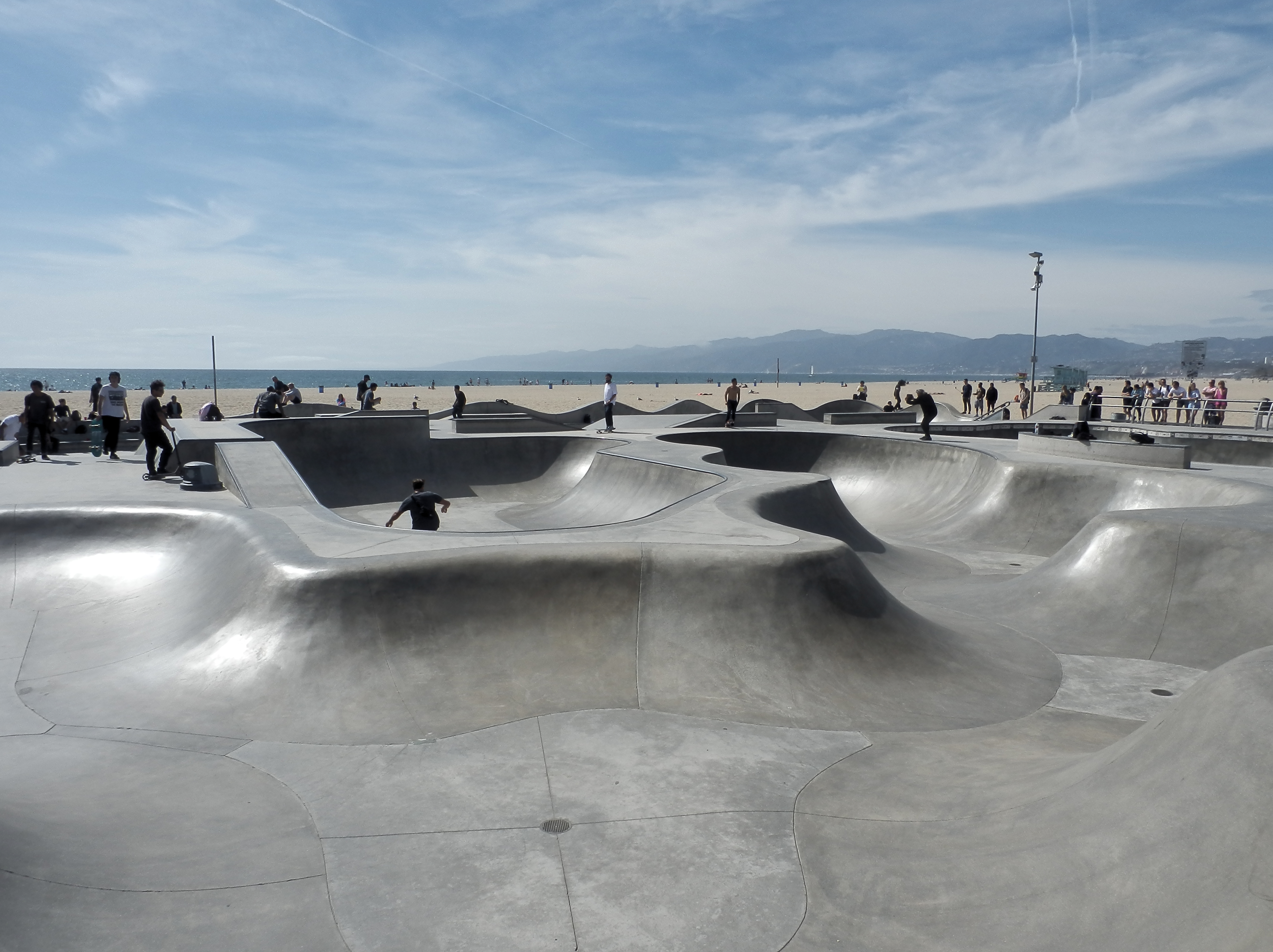
Skatepark am Venice Beach

Venice ist ein Stadtteil im Westen von Los Angeles, der bekannt ist für seine Venedig nachempfundenen Kanäle, das Strandleben in Venice Beach und einige künstlerische Aktivitäten. Venice liegt zwischen Santa Monica im Norden, Mar Vista im Osten und Marina del Rey im Süden.

## Geschichte
Das „Venedig von Amerika“ wurde von Abbot Kinney (1850–1920), einem in New Jersey geborenen Zigarettenhersteller, als Badeort mit italienisch inspirierten Kanälen gegründet. Kinney hatte bereits Ende des 19. Jahrhunderts zusammen mit einem Partner einen zweieinhalb Kilometer langen und 300 Meter breiten Küstenstreifen im Süden von Santa Monica gekauft. Hier baute er einen Pier, einen Golfplatz, eine Pferderennbahn, legte eine Strandpromenade an und verwandelte den Bereich in ein Beach-Resort, welches den Namen Ocean Park erhielt. Der zwischen Santa Monica Pier und Venice gelegene Stadtbezirk von Santa Monica trägt heute noch diesen Namen. Nach dem Tod seines Partners kam es zu einer Teilung des Landbesitzes und Kinney erhielt den südlichen, eher sumpfigen Küstenabschnitt. Mit einem Stadtplaner und Landschaftsarchitekten aus Boston entwickelte Kinney die Idee einer Stadt mit Kanälen, Häusern im venezianischen Stil, Gondeln und Vergnügungseinrichtungen. Das Gelände war ab September 1904 von Los Angeles aus mit der elektrischen Straßenbahn erreichbar, und am 4. Juli 1905 wurde das neue Resort in Betrieb genommen. Um das gesamte Gelände kreiste auf einer zweieinhalb Meilen langen Strecke eine Schmalspureisenbahn. Der Plan, auch kulturelle Angebote zu unterbreiten, wurde von Kinney mangels Nachfrage der Besucher aufgegeben. Stattdessen kamen eine Rollschuhbahn hinzu und auf dem Pier entstanden eine Tanzhalle für anderthalbtausend Menschen, 1909 ein Aquarium und in den Folgejahren nach diversen Erweiterungen des Piers ein Karussell, ein japanisches Teehaus, ein Restaurant und eine Achterbahn, bei der die Vergnügungssuchenden in einem Boot durch einen wassergefüllten Kanal fuhren. Zusammen mit dem noch größeren „Million-Dollar-Pier“ seines Konkurrenten, Alexander Fraser,  zog Santa Monica Anfang des zwanzigsten Jahrhunderts als Freizeit- und Vergnügungszentrum für den Großraum Los Angeles an manchen Wochenenden mehrere zehntausend Besucher an.
Im Jahr 1911 gewann der Ort seine Unabhängigkeit von der Nachbarstadt Santa Monica. Da Venice mit der Stadtbahn der Pacific Electric Railway entlang des heutigen Venice Boulevard von der nahen Metropole Los Angeles aus leicht erreichbar war, entwickelte es sich schon bald zu einer beliebten Attraktion. Mit der Einführung der Prohibition im Jahr 1920 fiel jedoch die wichtigste Einnahmequelle der jungen Stadt weg und in den Folgejahren begannen die Kanäle wegen mangelhafter Unterhaltung schon wieder zu verfallen. Die meisten Kanäle wurden bereits 1929 wieder zugeschüttet und durch Straßen ersetzt. Im November 1925 entschieden sich die Einwohner daher, sich der Stadt Los Angeles anzuschließen. Die Eingemeindung trat 1926 in Kraft. Zwischen 1930 und 1980 wurde in dem Ort Öl gefördert.
In den folgenden Jahrzehnten tat Los Angeles nicht viel, um den Badeort, der nun zu seinen zahlreichen Vororten gehörte, zu unterstützen. So begann zum Beispiel die Uferpromenade zu verfallen. Gleichzeitig sanken aber auch die Mieten, so dass in der Nachkriegszeit zahlreiche Künstler, aber auch Überlebende des Holocaust nach Venice zogen. In den 1960er und 1970er Jahren war Venice ein Zentrum der kalifornischen Bohème, Alternativkultur und Street Art. Das 1969 in diesem Zusammenhang veranstaltete Los Angeles Free Press Festival wurde wegen Ausschreitungen abgebrochen.
Zu Beginn der 1960er Jahre waren Teile der Uferbebauung und anderer Straßen stark sanierungsbedürftig. 550 Häuser, darunter auch an der zentralen Windward Avenue, wurden daraufhin auf Anordnung der Stadt abgerissen. Auch die verbliebenen Kanäle wurden über ein halbes Jahrhundert lang nur geringfügig gepflegt. In den Jahren 1992 und 1993 wurden sie schließlich gründlich restauriert und zum Teil von Grund auf neu angelegt. Bereits 1982 fanden die Kanäle von Venice Aufnahme in das National Register of Historic Places der USA. Heute ist der Venice Canal Historic District eines der idyllischsten Wohngebiete in Los Angeles.

## Söhne und Töchter Venice’
- Berniece Baker Miracle (1919–2014), Schriftstellerin und Halbschwester von Marilyn Monroe
- Jeff Clayton (1954–2020), Jazzmusiker
- Jan Paul Beahm (1958–1980), als Darby Crash bekannter Punkrockmusiker
- Sam Whipple (1960–2002), Schauspieler
- Mike Muir (* 1963), Sänger
- Morgan Weisser (* 1971), Schauspieler
- Michael Perretta (* 1976), unter dem Namen Evidence bekannter Hip-Hop-Künstler

## Venice in den Medien

### Venice im Film
Wie viele Orte in Los Angeles erscheint auch Venice in zahlreichen Filmen. Einige Beispiele:
- 1958 – Im Zeichen des Bösen
- 1982 – The Slumber Party Massacre
- 1991 – L.A. Story
- 1991 – The Doors
- 1992 – Weiße Jungs bringen’s nicht
- 1993 – Falling Down – Ein ganz normaler Tag
- 1994 – Speed
- 1998 – American History X
- 2003 – Hollywood Cops
- 2004 – Million Dollar Baby
- 2005 – Dogtown Boys
- 2006 – Kings of Rock – Tenacious D
- 2010 – Valentinstag
- 2017 – Once Upon a Time in Venice

### Venice im Fernsehen
- CHiPs
- Das A-Team
- Navy CIS: L.A.
- Baywatch
- Californication
- Netflix-Serie Flaked
- Amazon-Prime-Serie: Goliath
- Lucifer

### Venice in Videospielen
- 2004 –  Als Verona Beach in Grand Theft Auto: San Andreas
- 2013 – Als Vespucci Beach in Grand Theft Auto V

### Venice in der Musik
- Venice Queen von Red Hot Chili Peppers
- Peace Frog von The Doors
- Evidence von Dilated Peoples
- We Are From Venice von The Bloody Beetroots
- 700 Main St von Dat Adam
- All The Way Out West von John Vester
- "Venice" von Sundncr
- „Venice Bitch“ von Lana del Rey

### Venice in der Literatur
- Death is a Lonely Business (deutsch: Der Tod ist ein einsames Geschäft) von Ray Bradbury, erschienen 1985, spielt in Venice.
- Un homme accidentel (deutscher Buchtitel: Venice Beach) von Philippe Besson, erschienen 2008,  spielt zum Teil in Venice (Venice Beach).

## Wirtschaft
Venice ist u. a. Firmensitz von Snap Inc.